# Enner Valencia
Pour les articles homonymes, voir Valencia.
Enner Valencia, né le 4 novembre 1989 à San Lorenzo (es) (Équateur), est un footballeur international équatorien qui évolue au poste d'attaquant au SC Internacional.
Avec 40 réalisations, Enner Valencia est le meilleur buteur de l'histoire de la sélection équatorienne.

## Biographie

### Carrière de joueur

#### Début de carrière en Amérique latine (2010-2014)
Issu d'un milieu extrêmement modeste, Enner Valencia découvre le football au sein du club de Caribe Junior, où est notamment passé Antonio Valencia avant lui. Il rejoint ensuite le CS Emelec, situé à Guayaquil, à l'âge de 19 ans. Il y commence sa carrière professionnelle en 2010, où son entraîneur Jorge Sampaoli le lance en Copa Libertadores face au Newell's Old Boys. Il devient par la suite un titulaire indiscutable au sein de son club, et termine notamment meilleur buteur de la Copa Sudamericana 2013 avec cinq réalisations et remporte le championnat équatorien lors de cette même année.
Après cette saison réussie, il quitte son club formateur et s'engage avec le club mexicain du CF Pachuca. Il s'adapte rapidement à son nouveau championnat et marque son premier but lors de sa troisième apparition face au Club Tijuana. Il enchaîne alors les bonnes prestations avec Pachuca, et termine la saison avec dix-huit buts en vingt-quatre matchs. Le club termine vice-champion du Mexique, après une double confrontation perdue face au Club León où Valencia inscrit un doublé lors du match aller. Il part ensuite à la Coupe du monde à l'été 2014 et où brille avec sa sélection, ce qui attire plusieurs clubs européens comme le FC Séville ou West Ham.

#### Premier passage en Europe avec West Ham et Everton (2014-2017)
Le 17 juillet 2014, le club londonien de West Ham, entraîné par Sam Allardyce, annonce la signature d'Enner Valencia,. Il devient alors la plus grosse vente de l'histoire du CF Pachuca, qui reçoit environ 14 millions d'euros pour ce transfert. Sa première saison est encourageante, il est souvent titulaire au sein de l'attaque des Hammers, où il joue notamment aux côtés d'Andy Carroll, Diafra Sakho ou Carlton Cole. Il marque son premier but en Premier League contre Hull City lors de la 4e journée. Il inscrit cinq buts lors de la sa première saison en Europe où West Ham termine douzième du championnat, mais se qualifie pour la Ligue Europa grâce au classement du fair-play.

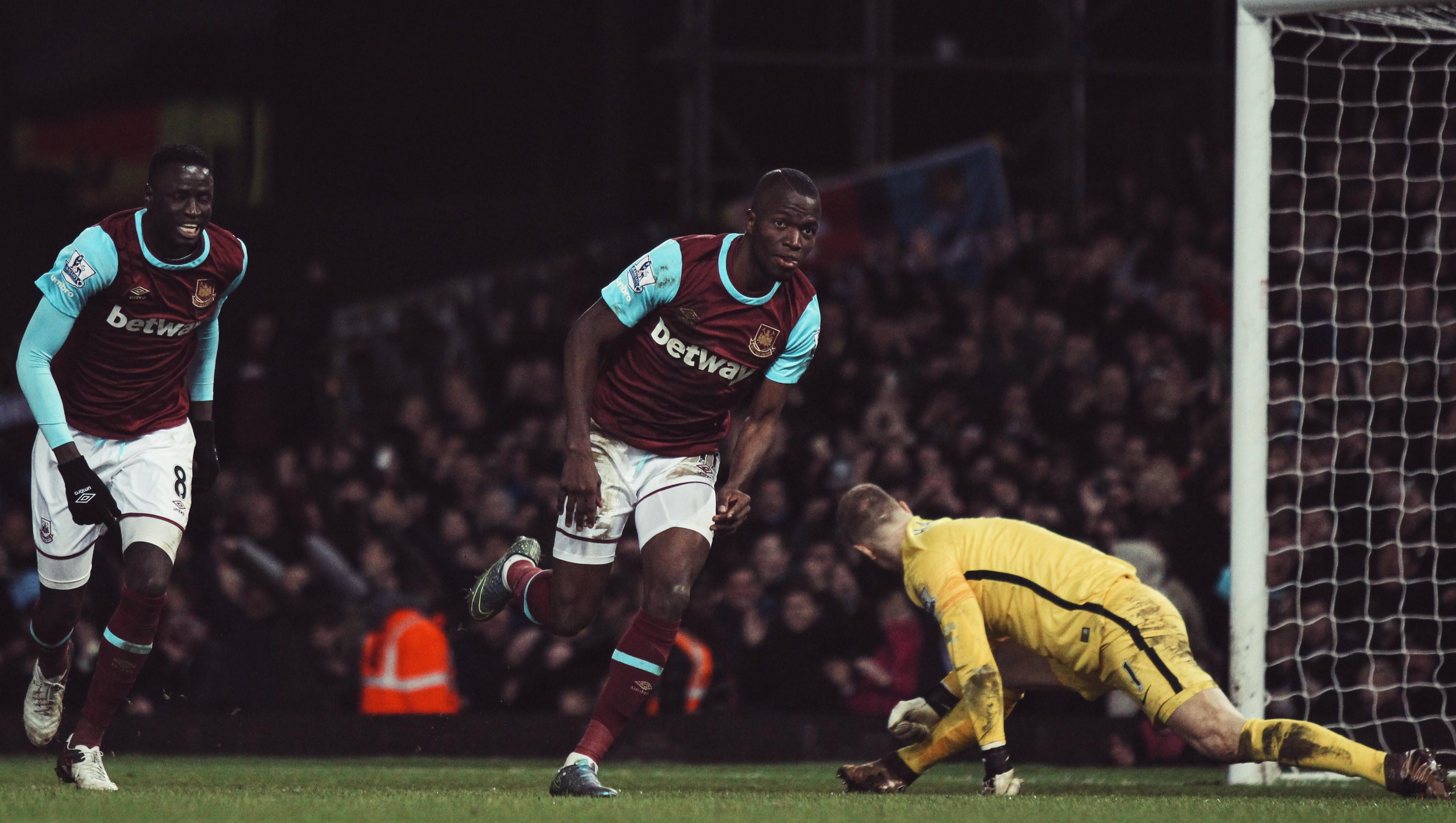
Valencia célébrant un but avec West Ham face à Manchester City en 2016.

La saison suivante, son nouvel entraîneur, Slaven Bilić, le titularise pour le premier match de la saison, en barrages de Ligue Europa face à l'Astra Giurgiu. Il marque alors son premier but en coupe d'Europe sur une passe décisive de son nouveau coéquipier Dimitri Payet, mais se blesse gravement avant la mi-temps. Indisponible durant trois mois, il fait son retour fin octobre mais ne marquera qu'en janvier lorsqu'il signe un doublé face à l'AFC Bournemouth. Deux semaines plus tard, il signe un nouveau doublé face à Manchester City. Cependant, il ne marquera plus avec West Ham jusqu'à la fin de la saison, et son club décide de le prêter à l'Everton FC au début de l'été suivant, avec une option d'achat fixée à environ 17,5 millions d'euros.
Il joue 23 matchs avec son nouveau club et y inscrit trois buts, ce qui ne convainc pas Everton de lever l'option d'achat.

#### Retour au Mexique chez les Tigres (2017-2020)
Le 13 juillet 2017, le club londonien de West Ham cède son attaquant au club mexicain des Tigres UANL. Il retrouve rapidement ses sensations de buteur dès son premier match avec son nouveau club, en inscrivant un triplé face au Club Puebla en ouverture du championnat. Il se classe à la troisième place du classement des meilleurs buteurs du tournoi d'ouverture avec neuf buts. Il inscrit notamment une panenka lors de la finale aller du tournoi d'ouverture face au rival du CF Monterrey. Les Tigres, vainqueurs sur l'ensemble des deux matchs, permettent à Enner Valencia de gagner son premier titre en dehors de son pays natal. Le club échoue toutefois en quarts de finale du tournoi de clôture face au Santos Laguna.
La saison suivante, il se distingue en terminant meilleur buteur de la Ligue des champions de la CONCACAF 2019 où son club atteint la finale, qu'il perd face au CF Monterrey. Les Tigres remportent toutefois le tournoi de clôture 2019, mais Valencia est moins efficace qu'en coupe continentale et termine la saison avec cinq buts inscrits en championnat.
Auteur de deux bonnes premières saisons avec son nouveau club, la dernière s'avère plus compliquée. Valencia, qui joue la plupart des rencontres avec son équipe, ne marque que deux buts sur l'ensemble de la saison. En fin de contrat, le club de Monterrey lui propose une prolongation d'un an, mais Valencia la refuse. Des rumeurs font état d'un intérêt de clubs du championnat de Turquie.

#### Départ en Turquie au Fenerbahçe (2020-2023)
Le 29 août 2020, Enner Valencia fait son retour en Europe en s'engageant avec le club stambouliote du Fenerbahçe SK. Il s'illustre rapidement en signant une passe décisive pour José Sosa, offrant la victoire à son équipe dans les dernières minutes du match de la première journée de championnat face au Çaykur Rizespor. Ensuite touché par le coronavirus et une blessure musculaire, il termine tout de même la saison en trombe et pointe à treize buts et cinq passes décisives pour sa première année en Turquie.
Le club ayant terminé à la troisième place du championnat, la saison 2021-2022 voit Enner Valencia retrouver la Ligue Europa. En barrage retour de cette compétition, il marque un triplé face à l'HJK Helsinki, permettant à son club de se qualifier pour la phase de groupes. Il marque un doublé lors du troisième match de cette phase face au Royal Antwerp. Blessé lors des trois derniers matchs de la phase de poules, son club ne parvient pas à se qualifier pour les seizièmes de finale et est reversé en Ligue Europa Conférence. En championnat, le club de Fenerbahçe termine deuxième derrière Trabzonspor, durant lequel Valencia a inscrit sept buts.
La saison 2022-2023, marquée par la tenue de la Coupe du monde en novembre, voit l'équatorien inscrire trois doublés lors des trois premières journées du championnat. Il marque treize buts en douze matchs de SüperLig et deux en Ligue Europa, au moment où la longue trêve internationale liée au Mondial débute.

#### Départ au Brésil au SC Internacional (2023-)
Le 13 juin 2023, Enner Valencia quitte la Turquie après 3 saisons au Fenerbahçe et s'engage librement au SC Internacional.

### Équipe nationale (2012-)
Enner Valencia est convoqué pour la première fois par le sélectionneur national Reinaldo Rueda pour un match amical face au Honduras le 1er mars 2012. Il entre à la 81e minute à la place de Jefferson Montero (victoire 2-0). Le 19 novembre 2013 contre le Honduras, il marque son premier but en sélection (2-2).
En juin 2014, le sélectionneur Reinaldo Rueda annonce qu'Enner est retenu dans la liste des vingt-trois joueurs pour jouer la Coupe du monde 2014 au Brésil. Dès la rencontre inaugurale avec sa sélection, il s'illustre en inscrivant le premier but du match contre la Suisse (victoire 2-1 de la Suisse). Dans le deuxième match de l'Équateur, Valencia marque les deux buts permettant de se défaire du Honduras (2-1) et est élu homme du match. Ses trois buts sont les seuls inscrits par sa sélection lors du Mondial brésilien, que l'Équateur quitte dès le premier tour après un match nul et vierge face à la France.

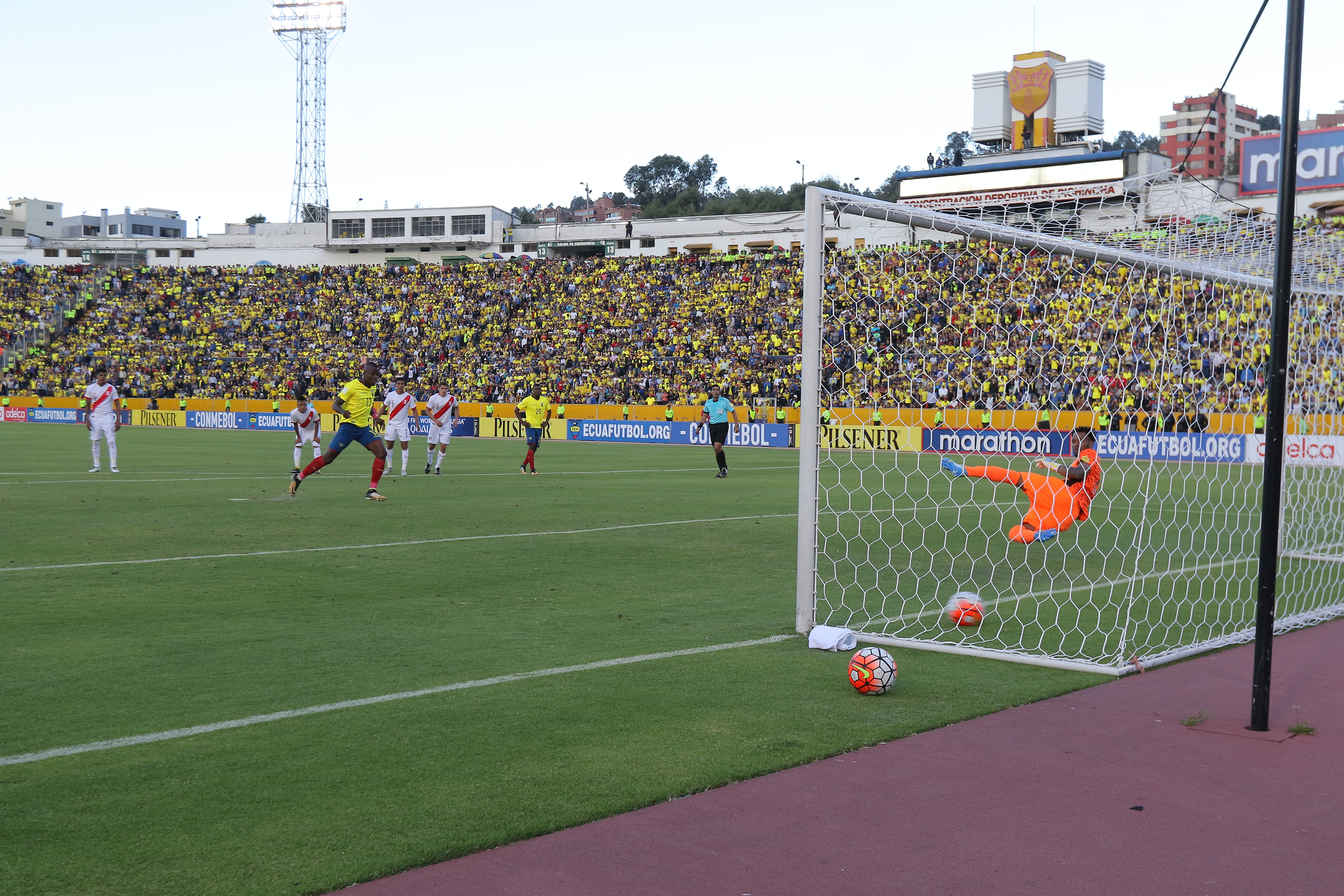
Valencia inscrivant un pénalty avec l'Équateur face au Pérou en éliminatoires de la Coupe du monde 2018.

En novembre 2019, Valencia réalise un doublé contre Trinité-et-Tobago en amical et devient le co-meilleur buteur de l'histoire de la sélection avec 31 buts à égalité avec Agustín Delgado,. S'ensuit une longue période de disette avec sa sélection durant près de deux ans. Il devient toutefois le seul recordman de buts de l'Équateur en octobre 2021 en inscrivant un doublé face à la Bolivie en match de qualification pour la Coupe du monde au Qatar. Il marque à nouveau face au Venezuela et l'Argentine, et son équipe termine troisième des éliminatoires se qualifiant ainsi pour le Mondial 2022.
Le 14 novembre 2022, il est convoqué par Gustavo Alfaro pour la Coupe du monde 2022 au Qatar. Lors du match d'ouverture contre le pays hôte, il inscrit un doublé grâce à un penalty et un coup de tête décroisé. Il récidive lors du match suivant face aux Pays-Bas en inscrivant le but égalisateur à bout portant, ce qui permet à l'Équateur de prendre le point du match nul mais il sort toutefois sur civière. En ballotage favorable avant le dernier match de la phase de poules, l'Équateur est battu par le Sénégal et termine troisième de son groupe, ne se qualifiant pas pour les huitièmes de finale.

## Statistiques

### Statistiques en club
| Saison                | Club                  | Championnat           | Championnat | Championnat | Coupe(s) nationale(s) | Coupe(s) nationale(s) | Compétition(s) continentale(s) | Compétition(s) continentale(s) | Compétition(s) continentale(s) | Total | Total |
| Saison                | Club                  | Division              | M.          | B.          | M.                    | B.                    | Comp.                          | M.                             | B.                             | M.    | B.    |
| 2010                  | CS Emelec             | Serie A               | 25          | 1           | -                     | -                     | CL+CS                          | 7+4                            | 0+1                            | 36    | 2     |
| 2011                  | CS Emelec             | Serie A               | 30          | 9           | -                     | -                     | CL+CS                          | 4+1                            | 0                              | 35    | 9     |
| 2012                  | CS Emelec             | Serie A               | 40          | 13          | -                     | -                     | CL+CS                          | 8+6                            | 0                              | 54    | 13    |
| 2013                  | CS Emelec             | Serie A               | 35          | 4           | -                     | -                     | CL+CS                          | 7+4                            | 0+5                            | 46    | 9     |
| Sous-total            | Sous-total            | Sous-total            | 130         | 27          | -                     | -                     | -                              | 41                             | 6                              | 171   | 33    |
| 2013-2014             | CF Pachuca            | Liga MX               | 23          | 18          | 1                     | 0                     | -                              | -                              | -                              | 24    | 18    |
| 2014-2015             | West Ham United       | Premier League        | 32          | 4           | 5                     | 1                     | -                              | -                              | -                              | 37    | 5     |
| 2015-2016             | West Ham United       | Premier League        | 19          | 4           | 4                     | 0                     | C3                             | 1                              | 1                              | 24    | 5     |
| 2016-2017             | West Ham United       | Premier League        | 3           | 0           | -                     | -                     | C3                             | 4                              | 0                              | 7     | 0     |
| Sous-total            | Sous-total            | Sous-total            | 54          | 8           | 9                     | 1                     | -                              | 5                              | 1                              | 68    | 10    |
| 2016-2017             | Everton FC (prêt)     | Premier League        | 21          | 3           | 2                     | 0                     | -                              | -                              | -                              | 23    | 3     |
| 2017-2018             | Tigres UANL           | Liga MX               | 37          | 15          | 1                     | 0                     | LCC                            | 3                              | 2                              | 41    | 17    |
| 2018-2019             | Tigres UANL           | Liga MX               | 31          | 5           | 6                     | 3                     | CC+LCC                         | 1+8                            | 0+7                            | 46    | 15    |
| 2019-2020             | Tigres UANL           | Liga MX               | 29          | 1           | -                     | -                     | LCC                            | 2                              | 1                              | 31    | 2     |
| Sous-total            | Sous-total            | Sous-total            | 97          | 21          | 7                     | 3                     | -                              | 14                             | 10                             | 118   | 34    |
| 2020-2021             | Fenerbahçe SK         | Süper Lig             | 34          | 12          | 1                     | 1                     | -                              | -                              | -                              | 35    | 13    |
| 2021-2022             | Fenerbahçe SK         | Süper Lig             | 25          | 7           | 2                     | 1                     | C3+C4                          | 4+2                            | 5+0                            | 33    | 13    |
| 2022-2023             | Fenerbahçe SK         | Süper Lig             | 12          | 13          | -                     | -                     | C1+C3                          | 2+8                            | 0+2                            | 22    | 15    |
| Sous-total            | Sous-total            | Sous-total            | 71          | 32          | 3                     | 2                     | -                              | 16                             | 7                              | 90    | 41    |
| 2023-2024             | SC Internacional      | Série A               | 8           | 0           | -                     | -                     | CL                             | 4                              | 4                              | 12    | 4     |
| Total sur la carrière | Total sur la carrière | Total sur la carrière | 404         | 109         | 22                    | 6                     | -                              | 76                             | 28                             | 502   | 143   |

### En sélection nationale
| Saison                | Sélection             | Phases finales          | Phases finales | Phases finales | Phases finales | Éliminatoires CDM | Éliminatoires CDM | Éliminatoires CDM | Matchs amicaux | Matchs amicaux | Matchs amicaux | Total | Total | Total |
| Saison                | Sélection             | Compétition             | M              | B              | Pd             | M                 | B                 | Pd                | M              | B              | Pd             | M     | B     | Pd    |
| --------------------- | --------------------- | ----------------------- | -------------- | -------------- | -------------- | ----------------- | ----------------- | ----------------- | -------------- | -------------- | -------------- | ----- | ----- | ----- |
| 2011-2012             | Équateur              | -                       | -              | -              | -              | -                 | -                 | -                 | 1              | 0              | 0              | 1     | 0     | 0     |
| 2013-2014             | Équateur              | Coupe du monde 2014     | 3              | 3              | 0              | 3                 | 0                 | 0                 | 6              | 4              | 1              | 12    | 7     | 1     |
| 2014-2015             | Équateur              | Copa América 2015       | 3              | 2              | 0              | -                 | -                 | -                 | 6              | 4              | 1              | 9     | 6     | 1     |
| 2015-2016             | Équateur              | Copa América Centenario | 4              | 2              | 2              | 2                 | 1                 | 0                 | 1              | 0              | 0              | 7     | 3     | 2     |
| 2016-2017             | Équateur              | -                       | -              | -              | -              | 7                 | 3                 | 2                 | 2              | 1              | 0              | 9     | 4     | 2     |
| 2017-2018             | Équateur              | -                       | -              | -              | -              | 3                 | 1                 | 0                 | -              | -              | -              | 3     | 1     | 0     |
| 2018-2019             | Équateur              | Copa América 2019       | 3              | 1              | 0              | -                 | -                 | -                 | 7              | 7              | 1              | 10    | 8     | 1     |
| 2019-2020             | Équateur              | -                       | -              | -              | -              | -                 | -                 | -                 | 3              | 2              | 0              | 3     | 2     | 0     |
| 2020-2021             | Équateur              | Copa América 2021       | 4              | 0              | 1              | 3                 | 0                 | 1                 | -              | -              | -              | 7     | 0     | 2     |
| 2021-2022             | Équateur              | -                       | -              | -              | -              | 9                 | 4                 | 0                 | 2              | 0              | 0              | 11    | 4     | 0     |
| 2022-2023             | Équateur              | Coupe du monde 2022     | 3              | 3              | 0              | -                 | -                 | -                 | 4              | 2              | 0              | 7     | 5     | 0     |
| 2023-2024             | Équateur              | Copa América 2024       | 3              | 0              | 0              | 4                 | 0                 | 0                 | 3              | 1              | 0              | 10    | 1     | 0     |
| 2024-2025             | Équateur              | -                       | -              | -              | -              | 7                 | 5                 | 2                 | -              | -              | -              | 7     | 5     | 2     |
| Total sur la carrière | Total sur la carrière | Total sur la carrière   | 23             | 11             | 3              | 38                | 14                | 5                 | 35             | 21             | 3              | 96    | 46    | 11    |

### Buts en sélection
Le tableau suivant liste les résultats de tous les buts inscrits par Enner Valencia avec l'équipe d'Équateur.

## Palmarès

### En club
- CS Emelec
  - Champion d'Équateur en 2013
- Tigres UANL
  - Vainqueur du tournoi d'ouverture en 2017
  - Vainqueur de la Campeones Cup en 2018
  - Vainqueur du tournoi de clôture en 2019

- Fenerbahçe SK:
  - Coupe de Turquie en 2023.

### Distinctions personnelles
- Meilleur buteur de la Copa Sudamericana en 2013 (5 buts)
- Meilleur buteur du Championnat du Mexique en 2014 (18 buts)
- Meilleur buteur de la Ligue des champions de la CONCACAF 2019 (7 buts)
- Élu meilleur joueur du tournoi d'ouverture du championnat du Mexique en 2018
- Meilleur buteur du Championnat de Turquie en 2023 (29 buts)